# Campeonato Paulista de Futebol de 1967
O Campeonato Paulista de Futebol de 1967 foi a 27.ª edição do campeonato organizado pela Federação Paulista de Futebol. Teve o Santos como campeão, e Flávio, do Corinthians, como artilheiro, com 21 gols.
Nesse campeonato, o Santos terminou empatado com o São Paulo em pontos, o que obrigou a realização de um jogo-desempate, vencido pelo Peixe por 2 a 1.

## Campanha do Campeão
- 09/07 Santos 4 X 3 São Bento
- 15/07 Juventus 0 X 4 Santos
- 23/07 Santos 2 X 1 Guarani
- 28/07 Portuguesa 2 X 1 Santos
- 02/08 Santos 3 X 3 América
- 06/08 Santos 1 X 1 Palmeiras
- 09/08 Santos 3 X 0 Prudentina
- 15/08 Botafogo 1 X 2 Santos
- 16/08 Santos 0 X 0 São Paulo
- 19/08 Santos 4 X 1 Comercial
- 22/08 Santos 3 X 1 Portuguesa Santista
- 07/09 Ferroviária 1 X 2 Santos
- 10/09 Corinthians 1 X 2 Santos
- 13/09 Santos 1 X 1 Ferroviária
- 05/10 Santos 5 X 1 Botafogo
- 08/10 América 2 X 3 Santos
- 15/10 São Paulo 2 X 2 Santos
- 22/10 Prudentina 1 X 3 Santos
- 29/10 Palmeiras 1 X 4 Santos
- 01/11 Santos 4 X 1 Juventus
- 12/11 Comercial 1 X 1 Santos
- 19/11 São Bento 1 X 1 Santos
- 26/11 Santos 0 X 0 Portuguesa
- 03/12 Guarani 1 X 1 Santos
- 10/12 Santos 2 X 1 Corinthians
- 17/12 Portuguesa Santista 1 X 3 Santos
- 21/12 Santos 2 X 1 São Paulo (jogo desempate)

## Jogo-desempate
| 21 de dezembro de 1967 | Santos                                    | 2–1 | São Paulo      | Pacaembu, São Paulo                                          |
|                        | Edu 10 do 1.º Toninho Guerreiro 12 do 1.º |     | Babá 43 do 2.º | Público: 43 627 Renda: NCr$ 151 808 Árbitro: Armando Marques |

Santos: Cláudio, Carlos Alberto Torres, Ramos Delgado, Joel Camargo e Rildo; Clodoaldo e Buglê; Wílson Tergal, Toninho Guerreiro, Pelé e Edu. Técnico: Antoninho Fernandes. 
São Paulo: Picasso, Renato, Bellini, Roberto Dias e Edílson; Lourival e Nenê; Válter, Djair, Babá e Paraná. Técnico: Sílvio Pirilo.
| Campeão Paulista de 1967 |
| ------------------------ |
| SANTOS (10º título)      |

## Classificação final
| Time | Time                | PG | J  | V  | E | D  | GP | GC | SG  |
| --- | ------------------- | -- | -- | -- | - | -- | -- | -- | --- |
| 1 | Santos              | 43 | 27 | 17 | 9 | 1  | 63 | 33 | 30  |
| 2 | São Paulo           | 41 | 27 | 16 | 9 | 2  | 54 | 17 | 37  |
| 3 | Corinthians         | 37 | 26 | 15 | 7 | 4  | 54 | 25 | 29  |
| 4 | Palmeiras           | 35 | 26 | 14 | 7 | 5  | 43 | 35 | 8   |
| 5 | Portuguesa          | 29 | 26 | 12 | 5 | 9  | 40 | 36 | 4   |
| 6 | Ferroviária         | 24 | 26 | 9  | 6 | 11 | 26 | 28 | -2  |
| 7 | América             | 23 | 26 | 9  | 5 | 12 | 41 | 41 | 0   |
| 8 | Guarani             | 21 | 26 | 8  | 5 | 13 | 34 | 36 | -2  |
| 9 | Botafogo            | 20 | 26 | 7  | 6 | 13 | 38 | 55 | -17 |
| 9 | Comercial           | 20 | 26 | 9  | 2 | 15 | 35 | 53 | -18 |
| 9 | São Bento           | 20 | 26 | 6  | 8 | 12 | 25 | 38 | -13 |
| 12 | Portuguesa Santista | 19 | 26 | 7  | 5 | 14 | 24 | 38 | -14 |
| 13 | Juventus            | 19 | 26 | 6  | 6 | 14 | 26 | 43 | -17 |
| 14 | Prudentina          | 16 | 26 | 6  | 4 | 16 | 26 | 51 | -25 |
| PG - pontos ganhos; J - jogos; V - vitórias; E - empates; D - derrotas; GP - gols pró; GC - gols contra; SG - saldo de gols |                     |    |    |    |   |    |    |    |     |

|  |         |
|  | Campeão |

|  |           |
|  | Rebaixado |